# The Formation of Damnation

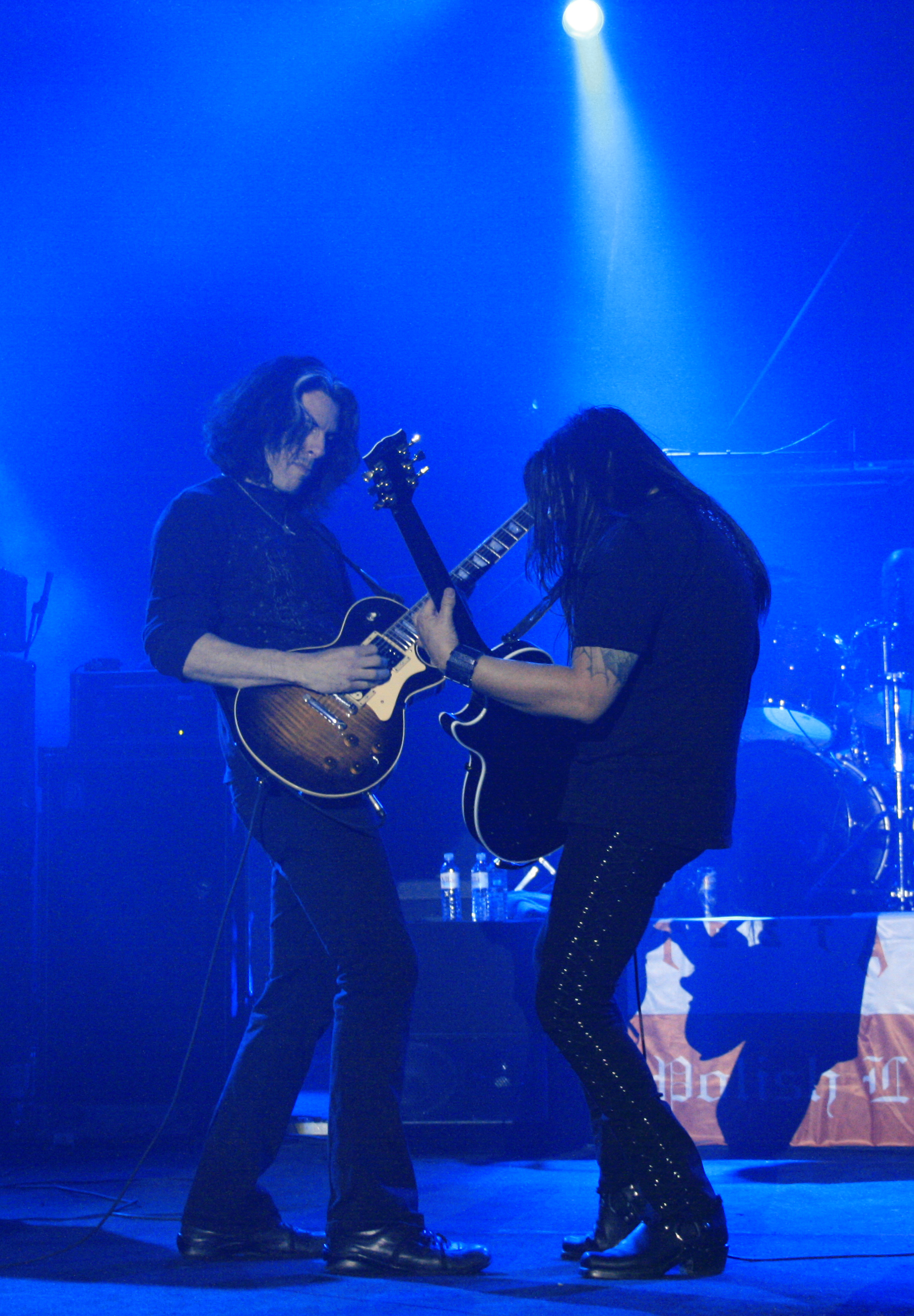
Alex Skolnick en Eric Peterson

The Formation of Damnation is een album van de metalband Testament dat uitkwam in mei 2008.
Na negen jaar geen studioalbum te hebben gemaakt is de band weer terug, versterkt door oud-gitarist Alex Skolnick.

## Het album
Na het opbouwende intro volgt het zeer afwisselende More Than Meets The Eye, daarna The Evil Has Landed, een nummer over de aanslagen van 11 september 2001 in de Verenigde Staten. De rest van het album bevat vooral harde songs waaronder het zeer snelle The Persecuted Won't Forget  en op ieder nummer is een gitaarsolo te horen van Alex Skolnick of van Alex Skolnick en Eric Peterson. In het nummer Leave Me Forever is meerstemmige zang te horen (Eric Peterson en Chuck Billy) en gitaarlicks van Alex Skolnick in de bluesstijl. De stem van zanger Chuck Billy is volwassener geworden maar klinkt nog net zo rauw als vroeger.

## Tracks
1. For The Glory Of ...  (intro)
2. More Than Meets The Eye
3. The Evil Has Landed
4. The Formation Of Damnation
5. Dangers Of The Faithless
6. The Persecuted Won't Forgeet
7. Henchmen Ride
8. Killing Season
9. Afterlife
10. F.E.A.R.
11. Leave Me Forever

De cd is uitgegeven als digipack met daarbij een dvd The Making Of Formation Of Damnation met een fotogalerij en is uitgegeven als normale cd. Uitgave: Nuclear Blast GmbH.

## Bandleden
- Chuck Billy - zang
- Eric Peterson - gitaar
- Alex Skolnick - gitaar
- Paul Bostaph - drums en bekken
- Greg Christian - basgitaar[1]

## Bijzonderheden
- Op de digipackCd staat een Duitstalige kijkwijzer leeftijdsgrens van 12 jaar en ouder.
- Speeltijd ca. 50 min. (cd), ca. 20 min. (dvd)
- Screen 4:3 PAL - Sound PCM Stereo